# Nanoobjekt
Als Nanoobjekt wird ein Material bezeichnet, das mindestens ein Außenmaß im nanoskaligen Bereich besitzt, d. h. im Bereich von 1 nm bis 100 nm. Dieser Maßstab gilt als wissenschaftlich allgemein akzeptiert.
Somit zählen
- Nanopartikel (drei Außenmaße im nanoskaligen Bereich),
- Nanofasern inkl. Nanoröhren (zwei Außenmaße im nanoskaligen Bereich) und
- Nanoplättchen (ein Außenmaß im nanoskaligen Bereich)

zu den Nanoobjekten. Ihre Herstellung erfolgt durch Zerkleinerungsvorgänge (Top-Down-Prozess) oder durch atomare beziehungsweise molekulare Selbstassemblierung (Bottom-up-Prozess).
Nanoobjekte werden als „technische Nanoobjekte“ bezeichnet, sofern sie für eine bestimmte Funktion oder Verwendung entwickelt wurden. Diese werden unter anderem als Verstärkungsstoffe in der Kunststoffverarbeitung eingesetzt.
Sogenannte „unbeabsichtigte Nanoobjekte“ entstehen als nicht beabsichtigte Nebenprodukte eines Prozesses.
Zur messtechnischen Erfassung von Nanoobjekten können unter anderem Scanning Mobility Particle Sizer (SMPS) und elektrische Niederdruckimpaktoren (ELPI) eingesetzt werden.